# Medium Density Fibreboard

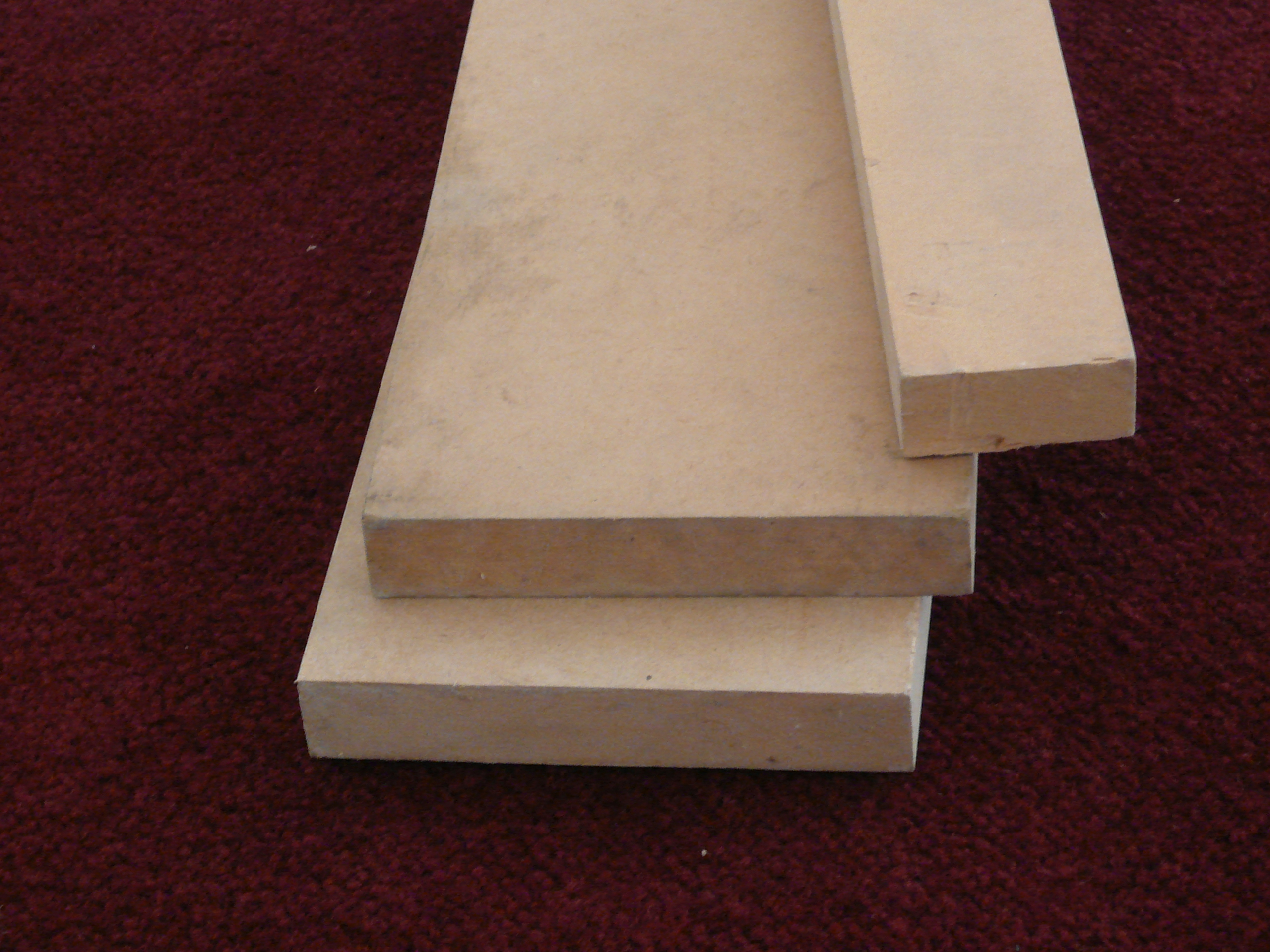
Tre MDF-skivor.

Medium-density fibreboard (MDF) är en träfiberskiva att tillverka inredning av, förekommande i bland annat köksskåp och listverk samt inner- och ytterdörrar. Materialet är perfekt till högtalarlådor. 
Eftersom materialet består av finfördelade fibrer är även bearbetade ytor släta och lämpar sig därför väl till målning. Därför används det ofta till just målade snickerier. MDF har även använts till väggbeklädnader i byggnader. MDF-skivan tillverkas av 100% barrträ, vilket ger en mycket ljus skiva. MDF måste alltid förborras. Densitet på 600 - 800 kg/m³.